# Gorani (ort i Bosnien och Hercegovina)
Gorani är en ort i Bosnien och Hercegovina.   Den ligger i entiteten Federationen Bosnien och Hercegovina, i den centrala delen av landet, 50 km väster om huvudstaden Sarajevo. Gorani ligger 499 meter över havet och antalet invånare är 195.
Terrängen runt Gorani är varierad.Närmaste större samhälle är Jablanica, 10,3 km söder om Gorani. 
I omgivningarna runt Gorani växer i huvudsak lövfällande lövskog. Runt Gorani är det ganska tätbefolkat, med 93 invånare per kvadratkilometer.